# Schepit (Kossiw)
Schepit (ukrainisch Шепіт; russisch Шепот Schepot) ist ein Dorf in der ukrainischen Oblast Iwano-Frankiwsk mit etwa 1750 Einwohnern (2001).

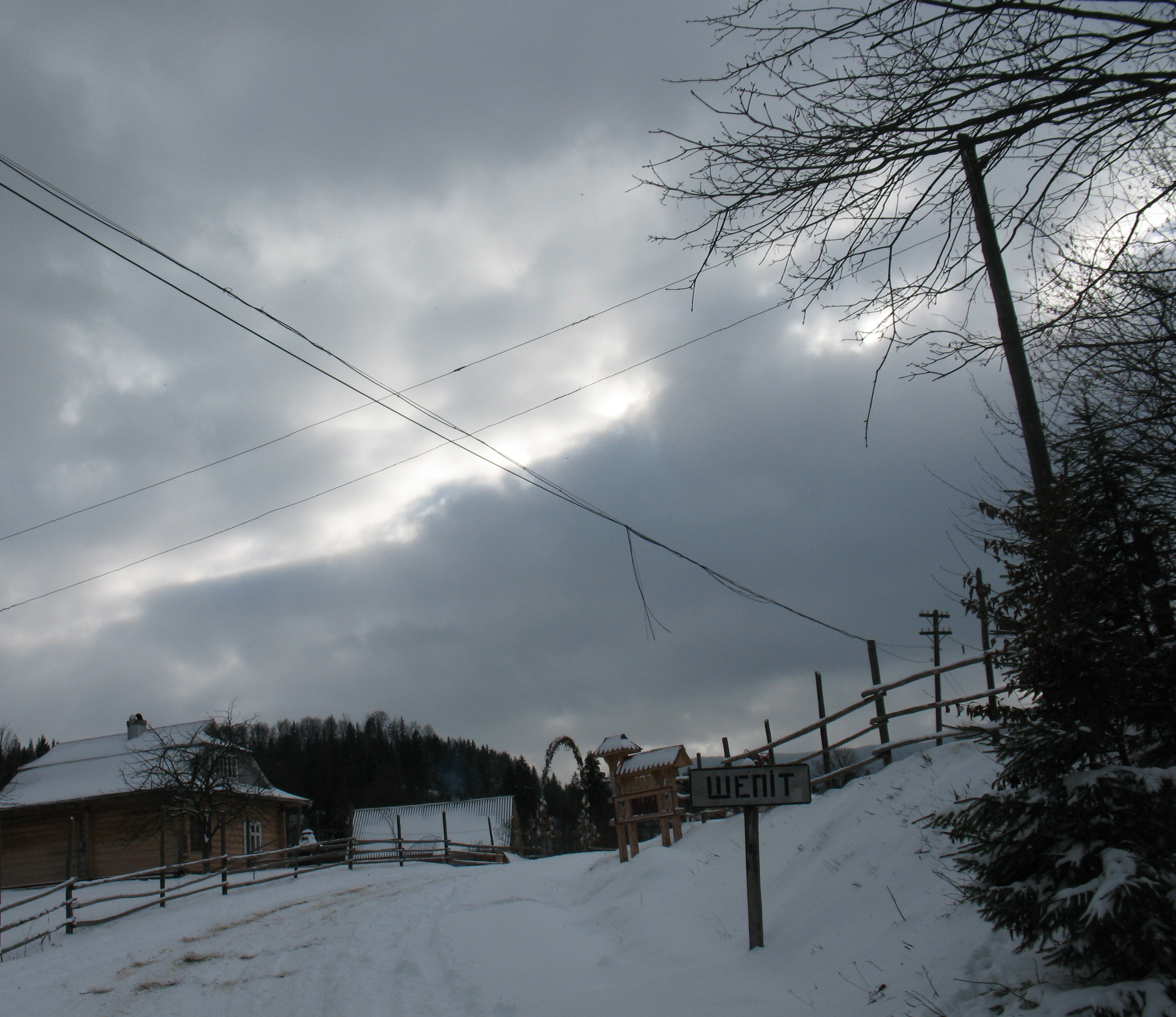
Ortseingang

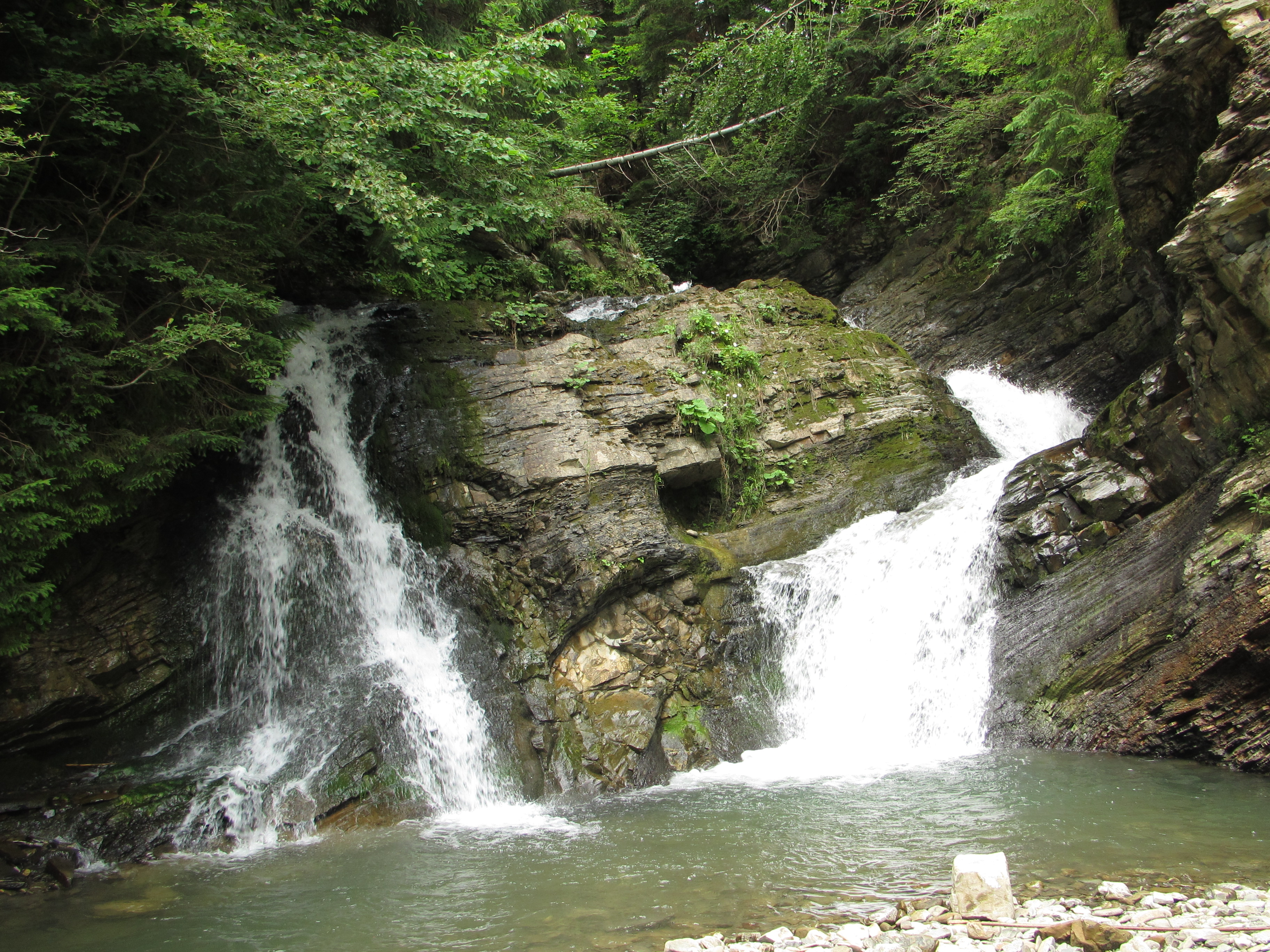
Wasserfall

Das Dorf war bis 1941 ein Teil von Brustury und wurde dann selbstständig.
Am 12. Juni 2020 wurde das Dorf ein Teil der neu gegründeten Stadtgemeinde Kossiw im Rajon Kossiw, bis dahin bildete es die Landratsgemeinde Schepit (Шепітська сільська рада/Schepitska silska rada) im Südwesten des Rajons.
Die Ortschaft liegt im Tal der 15 km langen Brusturka (Брустурка), einem Gebirgsbach, der über die Pistynka (Пістинька) und den Pruth der Donau zufließt. Das Dorf befindet sich etwa 24 km westlich vom Rajonzentrum Kossiw und etwa 100 km südlich vom Oblastzentrum Iwano-Frankiwsk.
Südwestlich des Dorfzentrums liegt der Welykyj-Huk-Wasserfall, der über zwei Kaskaden eine Falltiefe von 5 m hat.